# 結城一朗
結城 一朗（ゆうき いちろう、1904年7月20日 - 1988年9月15日）は、日本の俳優、演劇プロデューサーである。本名松崎 龍雄（まつざき たつお）、旧芸名結城 一郎（ゆうき いちろう）。1930年代、松竹蒲田撮影所の青年スターであり、戦後は舞台や音楽のプロデューサー、テレビ出演に進出した。

## 人物・来歴
1904年（明治37年）7月20日、東京府東京市牛込区砂土原町（現在の東京都新宿区市谷砂土原町）に生まれる。父・松崎愛治は結城の出生当時、扶桑銀行（のちの神国銀行、1918年破産）の頭取で、結城はその長男として生まれ、父母の間にはその後、3人の弟と4人の妹が生まれた。
神奈川県三浦郡逗子村（現在の同県逗子市逗子）の旧制・逗子尋常小学校（現在の逗子市立逗子小学校）、旧制・東京市牛込尋常小学校高等科（現在の新宿区立牛込仲之小学校）を経て、旧制・東京府立第四中学校（現在の東京都立戸山高等学校）を1921年（大正10年）3月に卒業する。同年4月、旧制・第一高等学校（現在の東京大学教養学部）に進学するが、肋膜炎に罹患し、中途退学を余儀なくされる。闘病期間を経て、旧制・日本大学の夜間商科に入学、昼間は国際活映（国活）でタイトル字幕検閲台本を書く仕事に就いた。
1924年（大正13年）に同学を卒業、松竹蒲田撮影所の脚本家・武田晃の紹介を得て、同年11月、同撮影所に入社する。結城は、宣伝部に配属されるものと思っていたが、配属先は俳優部であった。翌1925年（大正14年）1月6日に公開された『懐しの蒲田 前篇』に端役で出演、映画界にデビューした。デビューにあたっての芸名「結城 一郎」は、のちに大蔵大臣や日本銀行総裁を歴任した銀行家の結城豊太郎、およびのちに東京美術学校名誉教授を務めた日本画家の結城素明から「結城」を、友人でもあった活動弁士の山野一郎から「一郎」を拝借したものであった。この時期、多くの映画に端役で出演したが、出演記録は不明である。同年6月、同社を退社し、翌7月、聯合映画芸術家協会に参加、高田保が監督した『水の影』に御橋公とともに主演格で出演、同作は同年10月15日に公開されたが、興行結果は悪かったという。結城はそのまま、高田保に食客となり、翌年の1926年（大正15年）1月からは、雑誌『アール』の編集を手がけていた。同年5月までは同編集部に働いたが、東京・銀座で偶然に再会した松竹蒲田の映画監督・池田義信の助力により、同年10月、松竹キネマに復帰した。以降、現代劇に多く出演した。
1929年（昭和4年）、準幹部に昇進し、同年4月13日に公開された小津安二郎監督の『学生ロマンス 若き日』で初主演を果たし、同作をもって「結城 一朗」と改名した。翌1929年（昭和4年）、幹部に昇進する。1935年（昭和10年）初頭に京都の松竹下加茂撮影所へ異動、時代劇、剣戟映画に転向した。1936年（昭和11年）9月に、松竹蒲田撮影所時代に共演した、6歳下の女優・花岡菊子（本名滝川幾代、1910年 - 1984年）と結婚、2男1女をもうけた。この時期、関西映画俳優協会（のちに合流して現在の日本俳優協会）の書記長を務めた。1941年（昭和16年）秋に松竹を退社、演劇の実演を日本全国各地、日本統治時代の朝鮮、満州国（現在の中華人民共和国東北部）を巡業した。第二次世界大戦中、松竹に復帰したが、1944年（昭和19年）に退社している。
戦後は、演劇・音楽の興行におけるプロデューサーに転向し、活動した。1960年（昭和35年）前後からは、テレビ映画の分野や舞台で俳優業に復帰したが、映画出演はなかった。一方、妻の花岡は、戦後も東宝から新東宝に移り、多く出演した。
満75歳を迎えた1979年（昭和54年）、マツダ映画社が製作した『地獄の蟲』（監督山田達雄）に夫婦ともども出演し、58年ぶりにスクリーンに姿を見せた。1984年（昭和59年）6月12日、妻・花岡菊子が満73歳で死去した。1986年（昭和61年）8月2日に公開された映画『キネマの天地』（監督山田洋次）では、当時の蒲田を知る者としてスタッフ参加、「風俗考証」としてクレジットされた。
1988年（昭和63年）9月15日、腎臓がんのため死去した。満84歳没。

## フィルモグラフィ

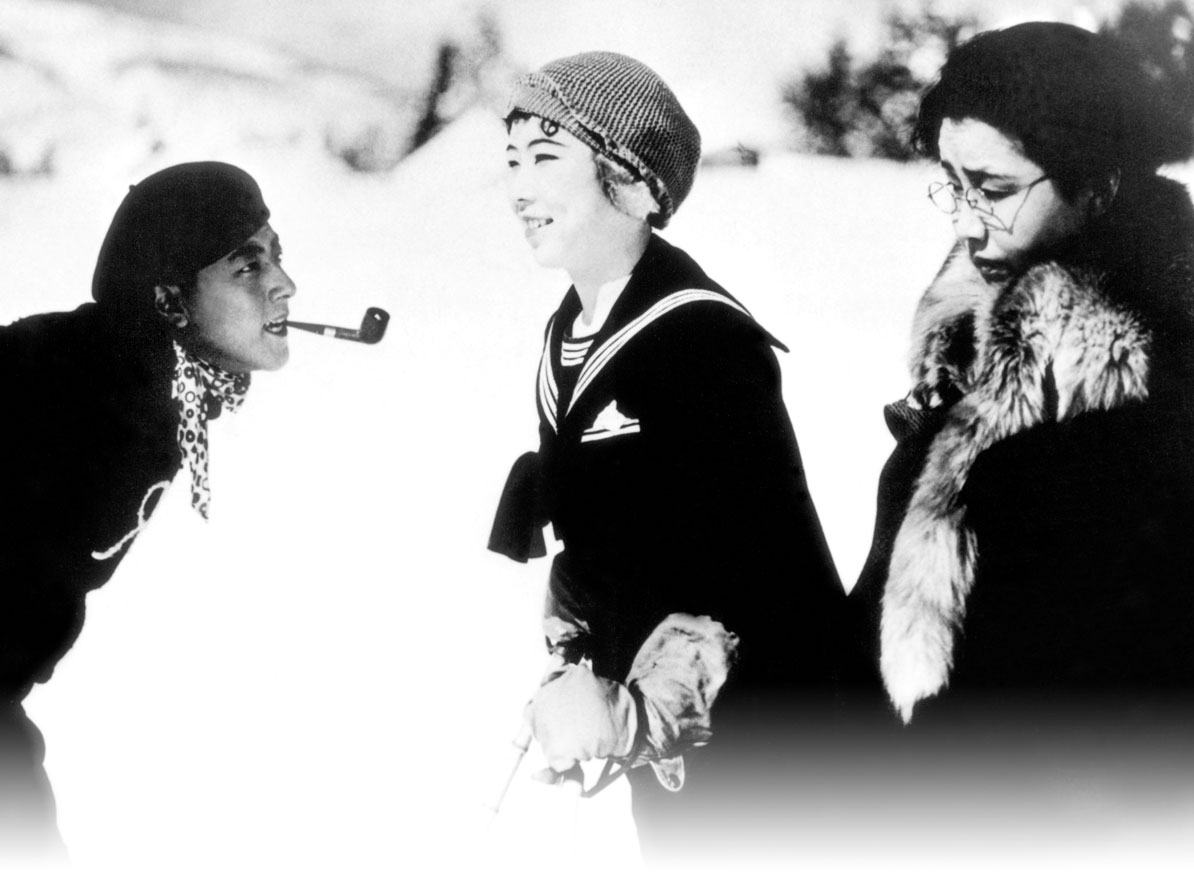
初主演作『学生ロマンス 若き日』（1929年）出演時、満24歳。左から結城、松井潤子、飯田蝶子。

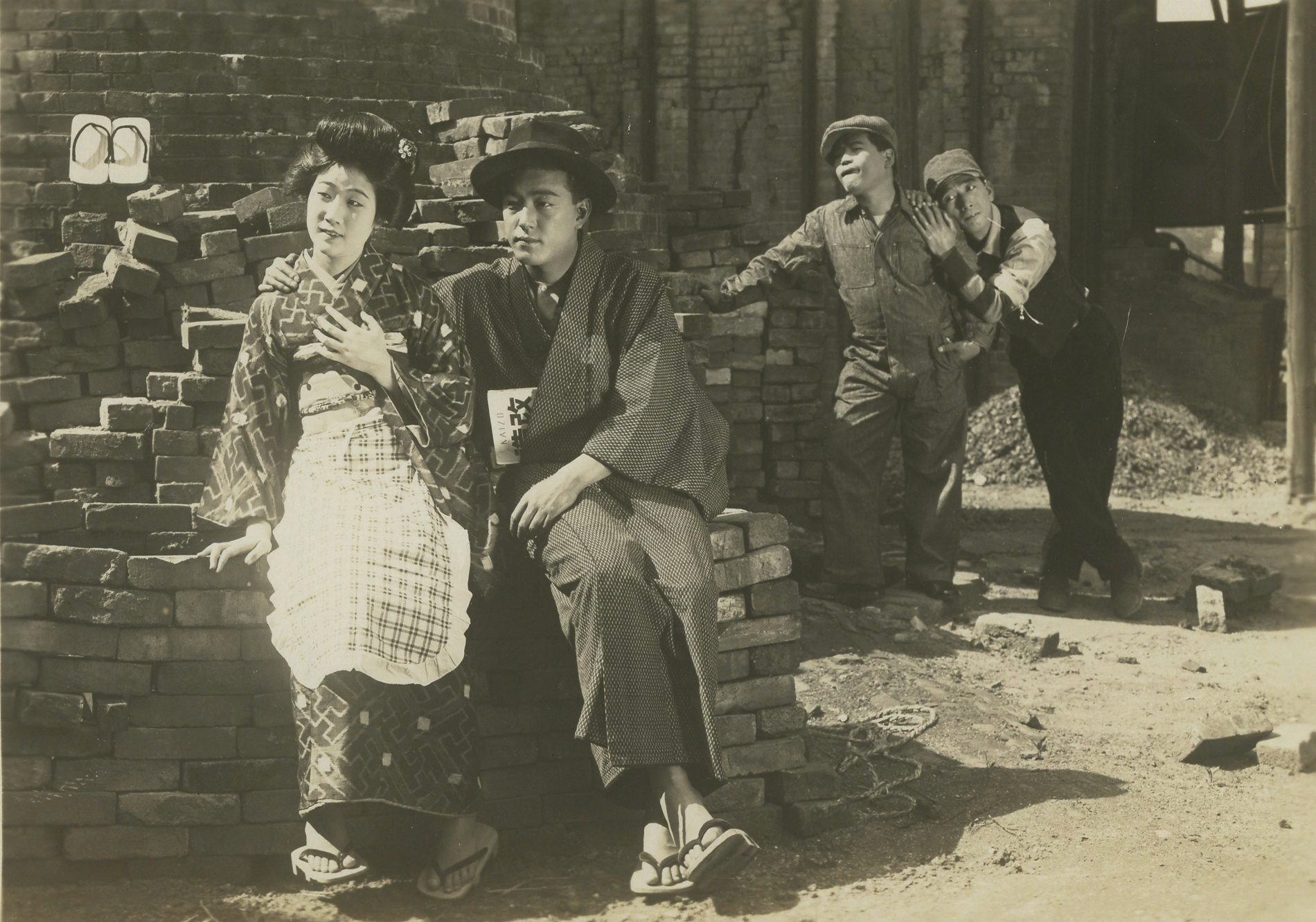
『和製喧嘩友達』（1929年）出演時、満24歳。左から浪花友子、結城、吉谷久雄、渡辺篤。

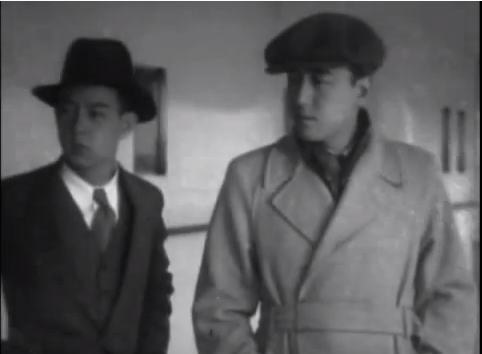
『生さぬ仲』（1932年）出演時、満28歳。左から阿部正三郎、結城。

すべてクレジットは「出演」である。公開日の右側には役名、および東京国立近代美術館フィルムセンター（NFC）、マツダ映画社所蔵等の上映用プリントの現存状況についても記す。同センター等に所蔵されていないものは、とくに1940年代以前の作品についてはほぼ現存しないフィルムである。

### 松竹蒲田撮影所
すべて製作は「松竹蒲田撮影所」、すべて配給は「松竹キネマ」、すべてサイレント映画である。
- 『懐しの蒲田 前篇』 : 監督牛原虚彦、1925年1月6日公開 - 端役、映画デビュー作[1]
- 『懐しの蒲田 後篇』 : 監督牛原虚彦、1925年1月13日公開[1]

### 聯合映画芸術家協会
製作・配給は「聯合映画芸術家協会」、サイレント映画である。
- 『水の影』 : 監督高田保、1926年10月15日公開 - 医科大学生西村

### 松竹蒲田撮影所
特筆以外すべて製作は「松竹蒲田撮影所」、すべて配給は「松竹キネマ」、特筆以外すべてサイレント映画である。改名時点を明記した。
結城一郎
- 『春の雨』 : 監督清水宏、1927年6月23日公開 - 番頭・仙造
- 『東京行進曲』 : 監督五所平之助、1927年製作
- 『青春の小径』 : 監督池田義信、1928年1月10日公開[1]
- 『愛欲変相図』 : 監督清水宏、1928年2月25日公開 - その兄・良一
- 『海に叫ぶ女』 : 監督清水宏、1928年3月9日公開 - 学生の弟・二郎
- 『鉄の処女』 : 監督大久保忠素、1928年5月25日公開
- 『昭和の女』 : 監督清水宏、1928年6月26日公開 - 八重子の弟・孝三
- 『空の彼方へ』 : 監督蔦見丈夫、1928年7月7日公開
- 『恋のキャンプ』 : 監督野村芳亭、1928年8月3日公開
- 『愛の行末』 : 監督池田義信、1928年10月5日公開
- 『山彦』 : 監督清水宏、1928年10月20日公開 - 真理子の恋人・文二
- 『陸の王者』 : 監督牛原虚彦、1928年11月10日公開 - 外山泰一
- 『輝く昭和』 : 監督島津保次郎、1928年11月17日公開 - 武雄
- 『森の鍛冶屋』 : 監督清水宏、1929年1月5日公開 - 息二郎、12分尺で現存（マツダ映画社所蔵[13]）

結城一朗
- 『学生ロマンス 若き日』 : 監督小津安二郎、1929年4月13日公開 - 学生・渡辺敏（主演）、以降「結城一朗」名義[1]、103分尺で現存（NFC所蔵[7]）
- 『ステッキガール』 : 監督清水宏、1929年4月27日公開 - 青年・藤村（主演）
- 『新女性鑑』 : 監督五所平之助、1929年6月14日公開
- 『和製喧嘩友達』 : 監督小津安二郎、1929年7月5日公開 - 岡村、14分尺で現存（NFC所蔵[7]）
- 『多情仏心』 : 監督島津保次郎、1929年7月19日公開
- 『陽気な唄』 : 監督清水宏、1929年8月1日公開 - 機関手・大杉
- 『希望』 : 監督池田義信、1929年8月30日公開 - 主演
- 『親父とその子』 : 監督五所平之助、1929年9月13日公開
- 『人生の裏路』 : 監督佐々木恒次郎、1929年10月10日公開 - 主演
- 『ダンスガールの悲哀』 : 監督佐々木恒次郎、1929年11月1日公開 - 主演
- 『鉄拳制裁』 : 監督野村員彦（野村浩将）、1930年1月15日公開
- 『スポーツ精神』 : 監督西尾佳雄、1930年1月26日公開 - 主演
- 『黒百合の花』 : 監督佐々木恒次郎、1930年2月8日公開 - 主演
- 『紅唇罪あり』 : 監督清水宏、1930年2月22日公開 - 道子の恋人・松崎
- 『生きる力』 : 監督西尾佳雄、1930年2月製作・公開 - 山本完二、70分尺で現存（NFC所蔵[7]）
- 『真実の愛』 : 監督清水宏、1930年4月18日公開 - その子・与吉
- 『岐路に立ちて』 : 監督清水宏、1930年5月9日公開 - 大川道男（主演）、17分尺で現存（NFC所蔵[7]） / 35分尺で現存（マツダ映画社所蔵[13]）
- 『微笑む人生』 : 監督五所平之助、1930年5月24日公開
- 『抱擁』 : 監督清水宏、1930年6月13日公開
- 『巨船』 : 監督島津保次郎、1930年8月1日公開
- 『愛は力だ』 : 監督成瀬巳喜男、1930年8月29日公開 - 息子・俊夫
- 『浮気ばかりは別者だ』 : 監督清水宏、1930年9月19日公開 - 青年・健一
- 『愛慾の記』 : 監督五所平之助、1930年11月10日公開
- 『感激の春』 : 監督池田義信、1931年1月5日公開
- 『女給哀史』 : 監督五所平之助、1931年1月22日公開
- 『燃ゆる花びら』 : 監督野村芳亭、1931年1月31日公開
- 『肉体の暴風』 : 監督重宗務、1931年3月27日公開 - 水澤健一（主演）、92分尺で現存（NFC所蔵[7]）
- 『有憂華』 : 監督清水宏、1931年4月3日公開
- 『暴風の薔薇』 : 監督野村芳亭、1931年6月19日公開
- 『女はいつの世にも』 : 監督佐々木恒次郎、1931年6月28日公開 - 主演
- 『人生の風車』 : 監督清水宏、1931年8月1日公開 - 栄吉（主演）
- 『女の求むる男』 : 監督佐々木恒次郎、1931年9月1日公開 - 主演
- 『怪盗X団』 : 監督野村芳亭、1931年9月16日公開 - 主演
- 『山村の光』 : 監督松井稔、1931年10月24日公開 - 役名不明、56分尺で現存（NFC所蔵[7]）
- 『俺も男だ』 : 監督佐々木康、1931年11月7日公開 - 主演
- 『麗人の微笑』 : 監督野村芳亭、1931年11月21日公開
- 『令嬢と与太者』 : 監督野村浩将、1931年12月4日公開 - 松山弘、118分尺で現存（NFC所蔵[7]）
- 『七つの海 前篇 処女篇』 : 監督清水宏、1931年12月23日公開 - 宗像一郎、72分尺で現存（NFC所蔵[7]）
- 『いざ戦ひに』 : 監督佐々木恒次郎、1932年1月5日公開 - 主演
- 『七つの海 後篇 貞操篇』 : 監督清水宏、1932年2月11日公開 - 宗像一郎
- 『満州行進曲』 : 監督清水宏・佐々木康、応援監督石川和雄、パート・トーキー、1932年3月10日公開 - 兄の新聞記者の特派員・稔
- 『銀座の柳』 : 監督五所平之助、サウンド版、1932年4月22日公開
- 『チョコレートガール』 : 監督成瀬巳喜男、1932年8月26日公開 - 従兄・健作
- 『陸の若人』 : 監督重宗務、1932年10月6日公開
- 『残されたお菊ちゃん』 : 監督野村浩将、1932年11月10日公開
- 『忠臣蔵 前篇 赤穂京の巻』 : 監督衣笠貞之助、製作松竹下加茂撮影所、トーキー、1932年12月1日公開 - 加藤遠江守
- 『忠臣蔵 後篇 江戸の巻』 : 監督衣笠貞之助、製作松竹下加茂撮影所、トーキー、1932年12月1日公開 - 加藤遠江守
- 『生さぬ仲』 : 監督成瀬巳喜男、1932年12月16日公開 - 弟 巻野慶次、94分尺で現存（NFC所蔵[7]）
- 『与太者と芸者』 : 監督野村浩将、1933年1月26日公開 - 戸田誠一郎
- 『昨日の女・今日の女』 : 監督佐々木恒次郎、1933年4月8日公開 - 佐太郎
- 『結婚街道』 : 監督重宗務、1933年6月22日公開
- 『東洋の母』 : 総監督清水宏、監督石川和雄・佐々木康・佐藤武・沼波功雄・荻原耐・恒吉忠康、トーキー、1934年2月1日公開 - 学生・山田
- 『銃後の力』 : 監督石川和雄、製作被服協会、配給松竹キネマ、1934年3月8日公開
- 『限りなき舗道』 : 監督成瀬巳喜男、1934年4月26日公開 - 原田町夫、87分尺で現存（NFC所蔵[7]）
- 『血染の制服』 : 監督宗本英男、1934年7月26日公開 - 主演
- 『お小夜恋姿』 : 監督島津保次郎、サウンド版、1934年9月15日公開 - 芳さん、95分尺で現存（NFC所蔵[7]）

### 松竹下加茂撮影所

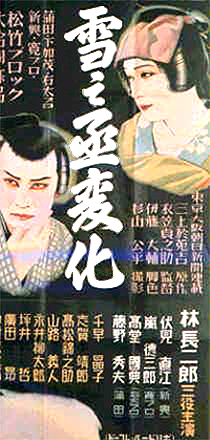
『雪之丞変化 第一篇』（1935年）のポスター。

特筆以外すべて製作は「松竹下加茂撮影所」、すべて配給は「松竹キネマ」、特筆以外すべてトーキーである。
- 『平五郎兄弟』 : 監督河東与志、サイレント映画、1935年1月24日公開 - 鳶の平五郎
- 『仁義は耀く』 : 監督二川文太郎、サウンド版、1935年2月22日公開 - 主演
- 『大岡越前守切腹』 : 監督大下宗一、サウンド版、1935年3月7日公開
- 『さむらひ仁義』 : 監督大曾根辰夫、サウンド版、1935年6月15日公開
- 『雪之丞変化 第一篇』 : 監督衣笠貞之助、製作松竹京都撮影所、1935年6月27日公開 - 役人大久保
- 『男の唄やくざの掟』 : 監督大曾根辰夫、サウンド版、1935年8月1日公開
- 『猪太郎時雨』 : 監督星哲六、サウンド版、1935年8月8日公開 - 主演
- 『血刃の舞』 : 監督大下宗一、サウンド版、1935年8月22日公開
- 『雪之丞変化 第二篇』 : 監督衣笠貞之助、製作松竹京都撮影所、1935年10月1日公開 - 役人大久保
- 『野狐三次』 : 監督星哲六、サウンド版、1935年10月製作・公開
- 『め組の喧嘩』 : 監督冬島泰三、1935年12月31日公開
- 『雪之丞変化 解決篇』 : 監督衣笠貞之助、製作松竹京都撮影所、1936年1月15日公開 - 役人大久保
- 『忠次の外伝 すばしりの伝次』 : 監督笠井輝二、サウンド版、1936年2月27日公開
- 『お化け花嫁』 : 監督古野英治、1936年7月2日公開
- 『仁義ひとすじ道』 : 監督中村敏郎、1937年3月25日公開
- 『元禄快挙余譚 土屋主税 落花の巻』 : 監督犬塚稔、1937年7月14日公開 - 堀部安兵衛、「結城一郎」名義、52分尺で現存（NFC所蔵[7]）
- 『元禄快挙余譚 土屋主税 雪解篇』 : 監督犬塚稔、1937年8月14日公開 - 堀部安兵衛、「結城一郎」名義、60分尺で現存（NFC所蔵[7]）
- 『蒙古襲来 敵国降伏』 : 監督秋山耕作、1937年10月1日公開 - 結城左兵衛重範
- 『人肌観音 第一篇』 : 監督衣笠貞之助、1937年12月31日公開 - 九蔵
- 『時勢は移る』 : 監督古野英治、1938年6月9日公開 - お殿様
- 『黒田誠忠録』 : 監督衣笠貞之助、1938年6月17日公開 - 吉田重利
- 『奴銀平』 : 監督大曾根辰夫、1938年10月27日公開 - 京極山城主
- 『荒神山十八衆』 : 監督古野英治、1939年1月20日公開
- 『銭形平次捕物控』 : 監督笠井輝二、1939年4月13日公開 - 笹野新二郎
- 『銭形平次捕物控第二話 名月神田祭』 : 監督星哲六、1939年5月4日公開 - 笹野新三郎
- 『夕焼富士 斬奸令』 : 監督秋山耕作、1939年9月14日公開 - 望月十太夫
- 『残菊物語』 : 監督溝口健二、製作松竹京都撮影所、1939年10月10日公開 - 待合の客、143分尺で現存（NFC所蔵[7]）
- 『夕焼富士 抹殺状』 : 監督秋山耕作、1939年11月1日公開 - 望月十太夫
- 『女次郎長』 : 監督大曾根辰夫、1939年11月23日公開 - 小坂部十吉
- 『夕焼富士 完結篇』 : 監督秋山耕作、1940年2月22日公開 - 望月十太夫
- 『仇討恋人形』 : 監督冬島泰三、1940年3月14日公開 - 竹本源二後に大和太夫
- 『破魔弓伝奇 潜竜篇』 : 監督笠井輝二、1940年6月13日公開 - 紀州候
- 『破魔弓伝奇 飛竜篇』 : 監督笠井輝二、1940年6月20日公開 - 紀州候
- 『波乗り武道』 : 監督大曾根辰夫、1940年6月27日公開
- 『娘かがみ』 : 監督冬島泰三、1940年10月31日公開
- 『開化の弥次喜多』 : 監督大曾根辰夫、1941年9月5日公開[1]
- 『荒野の叫び』 : 監督金田繁、製作興亜映画、配給松竹、1941年10月20日公開

### フリーランス
下記の通りである。
- 『東京物語』 : 監督山村聰、日本テレビ放送網、連続テレビ映画、1961年1月18日 - 同年7月12日放映
- 『風立ちぬ』TBS、連続テレビ映画、1962年3月6日 - 同年4月3日放映
- 『特別機動捜査隊』NET、1976年12月29日放映 - 富沢(妻と共演)
- 『地獄の蟲』 : 監督山田達雄、製作・配給マツダ映画社、1979年12月1日公開 - 茶店の亭主
- 『キネマの天地』 : 監督山田洋次、製作・配給松竹、1986年8月2日公開 - 風俗考証（スタッフとして参加）[7]